# Paolo Tornaghi
Paolo Tornaghi (Garbagnate Milanese, 21 giugno 1988) è un ex calciatore italiano, di ruolo portiere.

## Carriera

### Club

#### Giovanili
Tornaghi inizia il suo percorso calcistico nel settore giovanile dell'Inter, dalla categoria Pulcini nel 1997-98 fino alla squadra Primavera. Dal 2004-05 è nominato nella lista UEFA Champions League B. Principalmente gioca l'annata nella squadra Berretti.
Nella stagione 2005–06 viene promosso in alcune sedute di allenamento con la prima squadra. Tornaghi rimane nella lista UCL B. Anche nella stagione 2006–07 è in lista B e sostituisce Giacomo Bindi come portiere titolare della Primavera. Nella stagione 2007–08, nonostante sia rimasto nella lista B, deve competere con Vid Belec ed Enrico Alfonso per il posto da titolare.

#### Lega Pro
Nel luglio 2008 viene ceduto in prestito al Como in Lega Pro Seconda Divisione dove principalmente gioca come portiere di riserva del titolare Enrico Maria Malatesta.
Nella stagione 2009–10 si trasferisce in Lega Pro Prima Divisione, nella squadra del Rimini, in comproprietà, dove ricopre il ruolo di secondo di Maurizio Pugliesi. Il 26 giugno 2010 l'Inter lo riacquista in vista dell'imminente fallimento del Rimini e relativo svincolo di tutti i giocatori della rosa.
Nella stagione 2010–11 ritorna al Como, promosso in Prima Divisione, insieme a compagni neroazzurri Simone Fautario e Jacopo Fortunato. Debutta l'8 agosto in Coppa Italia. Dopo aver giocato le prime partite della stagione, si ferma per un lungo infortunio e rientra disponibile in rosa a gennaio 2011 quando diventa riserva di Paolo Castelli.

#### Ritorno all'Inter
Nel giugno 2011 inizia la stagione in prova presso il club AGOVV della Eerste Divisie, sotto raccomandazione dell'ex-compagno all'Inter Luca Caldirola. Lascia però il club dopo alcune settimane, quando è chiaro che il club non è in condizione di offrirgli il posto da titolare.
Tornaghi non firma nessun accordo prima della chiusura della finestra di mercato estiva. Contemporaneamente, il nuovo acquisto Emiliano Viviano si infortuna e Tornaghi diventa la quarta scelta per l'Inter dopo Júlio César, Luca Castellazzi e Paolo Orlandoni.

#### Chicago Fire
Nel gennaio 2012 partecipa al ritiro pre-campionato dei Chicago Fire, squadra della MLS.
Tornaghi gioca le amichevoli pre-campionato superando gli altri portieri in prova Alec Kann e Carl Woszczynski.
L'8 marzo 2012 i Chicago Fire  mettono sotto contratto Tornaghi come riserva di Sean Johnson e viene scelto come sostituto del mancante Johnson, che partecipa alle qualificazioni Under-23 per le Olimpiadi di Rio 2012 con la nazionale USA.
Dopo due stagioni a Chicago, il 25 novembre 2013, la nuova dirigenza dei Chicago Fire non esercita l'opzione sul contratto di Tornaghi.

#### Vancouver Whitecaps
All'inizio del 2014 Tornaghi svolge un periodo di prova con l'HJK Helsinki, in Finlandia, e gioca da titolare una partita in Coppa di Lega. Successivamente torna nella MLS e firma con i Vancouver Whitecaps FC il 18 febbraio 2014 Trascorre l'intera stagione 2014 come secondo del portiere danese David Ousted. Durante la stagione 2015 gioca per la prima volta ufficialmente come portiere titolare in tre delle quattro partite di Canadian Championship contro Montréal Impact e Toronto FC. Il 26 agosto 2015 i Whitecaps diventano per la prima volta nella storia Campioni del Canada. Per la prima volta la squadra partecipa anche alla CONCACAF Champions League dove Tornaghi gioca le 4 partite della fase a gironi.
Il 5 marzo 2016 ri-firma con i Whitecaps. Tornaghi gioca le partite di semifinale di Canadian Championship contro Ottawa Fury FC e la partita di andata della finale contro il Toronto FC del suo compatriota Sebastian Giovinco. I Whitecaps poi perdono la coppa durante la partita di ritorno.
Tornaghi gioca due delle quattro partite di CONCACAF Champions League dove i Whitecaps riescono a qualificarsi, per la prima volta nella storia, alla fase ad eliminazione diretta.
Il 16 ottobre 2016 Tornaghi fa il suo esordio in MLS con i Whitecaps, ottenendo il "clean sheet" nel pareggio di 0–0 a San Jose in California contro i San Jose Earthquakes e ricevendo il titolo di "Man of the Match" della partita. Il 12 marzo 2017 subentra dopo 20 minuti al posto del portiere espulso David Ousted, con la sua squadra in vantaggio per 2-0 contro San Jose Earthquakes. La partita termina 2-3 per questi ultimi che completano la rimonta.
Il 19 luglio 2017 luglio rescinde il contratto con i Whitecaps.

#### Ritorno in Italia
Terminata l'esperienza oltreoceano, nel luglio 2018 il portiere lombardo fa ritorno in Italia firmando un accordo con la Pro Patria, squadra che milita nel campionato di Serie C. Nelle due stagioni a Busto Arsizio colleziona 44 presenze totali subendo 48 gol.
Nel 2020-2021 si trasferisce all'Olbia in Serie C dove difende da titolare la porta dei bianchi per 37 volte, ma al termine della stagione non vede il contratto rinnovato. Rimane svincolato fino a novembre quando, complice il grave infortunio del portiere titolare Giuseppe Ciocci, viene richiamato in Gallura fino al 19 gennaio 2022, quando di comune accordo con la società rescinde nuovamente il contratto. Il 3 febbraio seguente si accorda con il Crotone, in Serie B, con cui sottoscrive un contratto sino al 30 giugno 2022, con opzione per la stagione successiva.

### Nazionali
Tornaghi ha giocato per la selezione italiana dalla under-15 alla under-20. Ha ricevuto la prima convocazione nel 2003 con la nazionale under-15. 

#### Under-17
Tornaghi è stato convocato al Mondiale 2005 FIFA U-17 World Cup dopo che la squadra ha ottenuto la qualificazione classificandosi terza all'Europeo 2005 UEFA Under-17 Championship giocatosi a Pisa nell'aprile 2005. Ha giocato 2 partite per l'Italia U17 in quel torneo. A causa di una commozione cerebrale rimediata nella partita di semi-finale viene dichiarato infortunato e nell'ultima partita viene schierato al suo posto Simone Santarelli.

#### Under-18 e Under-19
Nella stagione 2005–06 riceve 2 convocazioni dall'Italia U18 per le amichevoli contro il Portogallo. Condivide la maglia da titolare con i portieri Enrico Alfonso e Alberto Frison. Riceve inoltre convocazioni per stage di allenamento con la nazionale U19 nella stagione 2006-07.

#### Under-20
Nella stagione 2007–08 gioca per la squadra Italia under-20 il Torneo Quattro Nazioni sostituendo Frison all'intervallo. L'Italia vince contro la Svizzera U20 per 3–0.

## Statistiche

### Presenze e reti nei club
Statistiche aggiornate al 26 gennaio 2021.
| Stagione                      | Squadra                       | Campionato                    | Campionato | Campionato | Coppe nazionali | Coppe nazionali | Coppe nazionali | Coppe continentali | Coppe continentali | Coppe continentali | Altre coppe | Altre coppe | Altre coppe | Totale | Totale |
| Stagione                      | Squadra                       | Comp                          | Pres       | Reti       | Comp            | Pres            | Reti            | Comp               | Pres               | Reti               | Comp        | Pres        | Reti        | Pres   | Reti   |
| ----------------------------- | ----------------------------- | ----------------------------- | ---------- | ---------- | --------------- | --------------- | --------------- | ------------------ | ------------------ | ------------------ | ----------- | ----------- | ----------- | ------ | ------ |
| 2008-2009                     | Como                          | 2D                            | 5          | -5         | CI-LP           | 4               | -3              | -                  | -                  | -                  | -           | -           | -           | 9      | -8     |
| 2009-2010                     | Rimini                        | 1D                            | 2          | -3         | CI+CI-LP        | 0+?             | 0+?             | -                  | -                  | -                  | -           | -           | -           | 2+     | -3+    |
| 2010-2011                     | Como                          | 1D                            | 1          | -2         | CI+CI-LP        | 2+0             | -4 + -0         | -                  | -                  | -                  | -           | -           | -           | 3      | -6     |
| Totale Como                   | Totale Como                   | Totale Como                   | 6          | -7         |                 | 6               | -7              |                    | -                  | -                  |             | -           | -           | 14     | -14    |
| 2011-feb. 2012                | Inter                         | A                             | 0          | 0          | CI              | 0               | 0               | UCL                | 0                  | 0                  | SI          | 0           | 0           | 0      | 0      |
| 2012                          | Chicago Fire                  | MLS                           | 3          | -3         | OC              | 1               | -3              | -                  | -                  | -                  | -           | -           | -           | 4      | 4      |
| 2013                          | Chicago Fire                  | MLS                           | 6          | -13        | OC              | 1               | 0               | -                  | -                  | -                  | -           | -           | -           | 7      | -13    |
| Totale Chicago Fire           | Totale Chicago Fire           | Totale Chicago Fire           | 9          | -16        |                 | 2               | -3              |                    | -                  | -                  |             | -           | -           | 11     | -19    |
| feb. 2014                     | HJK Helsinki                  | VL                            | -          | -          | CdL             | 1               | 0               | -                  | -                  | -                  | -           | -           | -           | 1      | 0      |
| 2014                          | Vancouver Whitecaps           | MLS                           | 0          | 0          | CC              | 0               | 0               | -                  | -                  | -                  | -           | -           | -           | 0      | 0      |
| 2015                          | Vancouver Whitecaps           | MLS                           | 0          | 0          | CC              | 3               | -4              | CCL                | 4                  | -5                 | -           | -           | -           | 7      | -9     |
| 2016                          | Vancouver Whitecaps           | MLS                           | 1          | 0          | CC              | 3               | -3              | CCL                | 2                  | -1                 | -           | -           | -           | 6      | -4     |
| gen.-lug. 2017                | Vancouver Whitecaps           | MLS                           | 1          | -3         | CC              | 0               | 0               | -                  | -                  | -                  | -           | -           | -           | 1      | -3     |
| Totale Vancouver Whitecaps    | Totale Vancouver Whitecaps    | Totale Vancouver Whitecaps    | 2          | -3         |                 | 6               | -7              |                    | 6                  | -6                 |             | -           | -           | 14     | -16    |
| 2015                          | Vancouver Whitecaps II        | USL                           | 7          | -16        | -               | -               | -               | -                  | -                  | -                  | -           | -           | -           | 7      | -16    |
| 2016                          | Vancouver Whitecaps II        | USL                           | 1          | -2         | -               | -               | -               | -                  | -                  | -                  | -           | -           | -           | 1      | -2     |
| gen.-lug. 2017                | Vancouver Whitecaps II        | USL                           | 1          | -2         | -               | -               | -               | -                  | -                  | -                  | -           | -           | -           | 1      | -2     |
| Totale Vancouver Whitecaps II | Totale Vancouver Whitecaps II | Totale Vancouver Whitecaps II | 9          | -20        |                 | -               | -               |                    | -                  | -                  |             | -           | -           | 9      | -20    |
| 2018-2019                     | Pro Patria                    | C                             | 21+1       | -19 + -2   | CI-C            | 0               | 0               | -                  | -                  | -                  | -           | -           | -           | 22     | -21    |
| 2019-2020                     | Pro Patria                    | C                             | 20         | -22        | CI+CI-C         | 2+0             | -5 + -0         | -                  | -                  | -                  | -           | -           | -           | 22     | -27    |
| Totale Pro Patria             | Totale Pro Patria             | Totale Pro Patria             | 42         | -43        |                 | 2               | -5              |                    | -                  | -                  |             | -           | -           | 44     | -48    |
| 2020-2021                     | Olbia                         | C                             | 37         | -45        |                 | -               | -               | -                  | -                  | -                  | -           | -           | -           | 37     | -45    |
| nov. 2021-2022                | Olbia                         | C                             | 0          | 0          |                 | -               | -               | -                  | -                  | -                  | -           | -           | -           | 0      | 0      |
| Totale Olbia                  | Totale Olbia                  | Totale Olbia                  | 37         | -45        |                 | -               | -               | -                  | -                  | -                  | -           | -           | -           | 37     | -45    |
| feb.-giu. 2022                | Crotone                       | B                             | 0          | -0         |                 | -               | -               | -                  | -                  | -                  | -           | -           | -           | 0      | -0     |
| Totale carriera               | Totale carriera               | Totale carriera               | 107        | -120       |                 | 16              | -22             |                    | 6                  | -6                 |             | 0           | 0           | 129+   | -148+  |

## Palmarès

### Club

#### Competizioni giovanili
- Coppa Italia Primavera: 1

2005-2006
- Campionato Primavera: 2

2006-2007, 2011-2012
- Torneo di Viareggio: 1

Torneo di Viareggio 2008

#### Competizioni nazionali
- Canadian Championship: 1

Vancouver Whitecaps: 2015